# Petrogal
A Petrogal é uma empresa portuguesa de refinação de petróleo, detida pela Galp, constituída em 1976 por fusão da Sonap, Sacor, Cilda e Petrosul, nacionalizadas em 1975. Em 1981, a empresa atingiu um volume de vendas de 160 bilhões de escudos sendo, quanto ao volume de vendas, a maior empresa de Portugal. Possuí duas refinarias, Sines e Leça da Palmeira. Em 1999, fundiu-se com o Gás de Portugal formando assim a Galp Energia. Em 2020, a Galp anunciou que, no ano seguinte, encerraria a refinação em Matosinhos, concentrando as operações de refinação e desenvolvimentos futuros no complexo de Sines.
A Petrogal é a principal exportadora portuguesa e a com maior impacto no PIB.